# Елисеев, Владимир Сергеевич
Владимир Сергеевич Елисеев — гвардии младший сержант Вооружённых Сил Российской Федерации, участник антитеррористических операций в период Второй чеченской войны, погиб при исполнении служебных обязанностей во время боя 6-й роты 104-го гвардейского воздушно-десантного полка у высоты 776 в Шатойском районе Чечни.

## Биография
Владимир Сергеевич Елисеев родился 5 октября 1972 года в городе Уральске Казахской Советской Социалистической Республики. Окончил восемь классов Уральской средней школы № 5. В 1990—1992 годах проходил срочную службу в рядах Советской, затем Российской армии. Демобилизовавшись, жил в посёлке Пролетарий Новгородского района Новгородской области. В сентябре 1999 года Елисеев на контрактной основе поступил на службу в Вооружённые Силы Российской Федерации. После прохождения переподготовки был направлен для дальнейшего прохождения службы в 6-ю роту 104-го гвардейского воздушно-десантного полка на должность командира отделения.
С началом Второй чеченской войны в составе своего подразделения гвардии младший сержант Владимир Елисеев был направлен в Чеченскую Республику. Принимал активное участие в боевых операциях. С конца февраля 2000 года его рота дислоцировалась в районе населённого пункта Улус-Керт Шатойского района Чечни, на высоте под кодовым обозначение 776, расположенной около Аргунского ущелья. 29 февраля — 1 марта 2000 года десантники приняли здесь бой против многократно превосходящих сил сепаратистов — против всего 90 военнослужащих федеральных войск, по разным оценкам, действовало от 700 до 2500 боевиков, прорывавшихся из окружения после битвы за райцентр — город Шатой. Вместе со всеми своими товарищами он отражал ожесточённые атаки боевиков Хаттаба и Шамиля Басаева, не дав им прорвать занимаемые ротой рубежи. Елисеев вёл огонь из гранатомёта, не давая противнику развить успех на своём участке. В том бою гвардии младший сержант Владимир Сергеевич Елисеев был ранен, но продолжал сражаться, пока не был убит. Погибли также ещё 83 его сослуживца.
Похоронен на кладбище «Городок» в селе Бронница Новгородского района Новгородской области.
Указом Президента Российской Федерации гвардии младший сержант Владимир Сергеевич Елисеев посмертно был удостоен ордена Мужества.

## Память
- Бюст Елисеева установлен в посёлке Пролетарий Новгородского района Новгородской области[3].
- Имя Елисеева увековечено на Мемориале участникам локальных вооружённых конфликтов в Великом Новгороде.